# Munkfors kommun
Munkfors kommun er en kommune i Värmlands län, Sverige med 3.000 indbyggere (2006).
59°50′00″N 13°32′00″Ø / 59.8333°N 13.5333°Ø